# رافائله آندرئاسی
رافائله آندرئاسی (ایتالیایی: Raffaele Andreassi؛ ‏ ۲ اوت ۱۹۲۴ – ۲۰ نوامبر ۲۰۰۸) کارگردان فیلم، پدیدآور، روزنامه‌نگار، فیلم‌نامه‌نویس و نویسنده اهل ایتالیا بود.
از فیلم‌هایی که وی در آن‌ها نقش داشته‌است، می‌توان به در زیر پلکان باستانی اشاره نمود.